# Hôtel des Postes de Marseille
L'hôtel des Postes, ou Poste Colbert, est un édifice du XIXe siècle situé au no 13 de la rue Saint-Cannat, dans le 1er arrondissement de Marseille, à l'angle de la rue Colbert . Il est inauguré le 8 octobre 1891.

## Description
Le bâtiment est construit entre 1889 et 1891 par l'architecte aixois Joseph Huot. Il occupe une parcelle de 4 500 m2 dont 1 200 m2 sur trois niveaux. Son architecture est d'inspiration post-haussmannienne. Sur la façade principale, quatre médaillons sculptés par Stanislas Clastrier sur le thème de l'invention du télégraphe rendent hommage aux physiciens Charles de Coulomb, Alessandro Volta, André Marie Ampère et Michael Faraday.

## Historique
Cet édifice monumental est édifié sur des terrains dégagés lors du le percement de la rue Colbert en 1886. (Percement qui occasionne la démolition de l'église Saint-Martin datant du XIe siècle et de la maison natale du dessinateur Honoré Daumier).
Dès 1889, la tourelle télégraphique de la poste abrite le central du premier réseau téléphonique marseillais.
Les services postaux destinés au public sont fermés en 2009. Le bâtiment est vidée de ses employés en 2012 pour une réhabilitation complète menée par l'architecte marseillais Roland Carta. L'immeuble rénové est inauguré fin 2020. II accueille plus de 400 postiers et regroupe l’ensemble des activités régionales du Groupe La Poste ainsi que des espaces de coworking,.